# 알베르 티보데

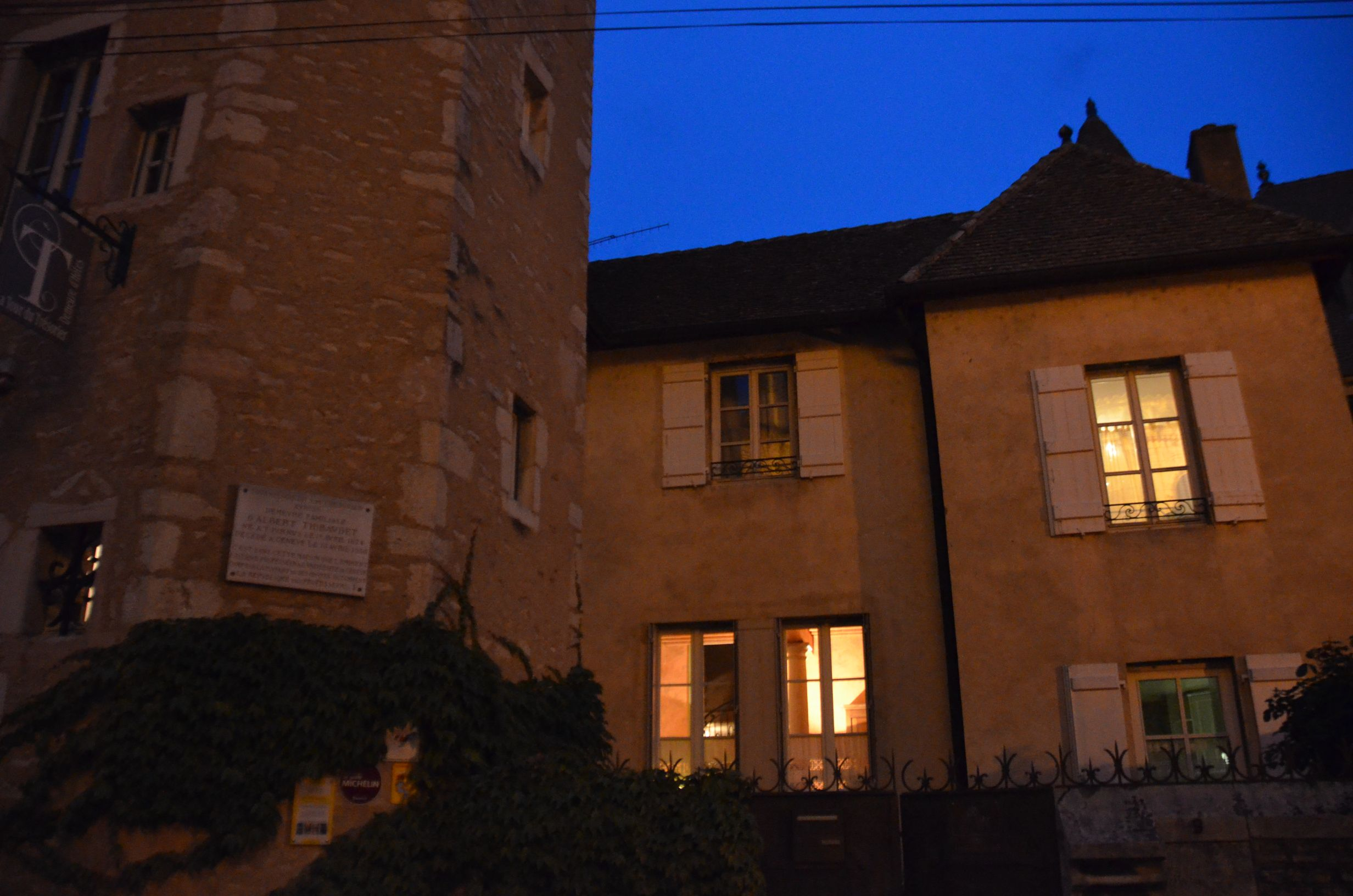
티보데가 태어난 곳

알베르 티보데(Albert Thibaudet, 1874년 4월 1일 ~ 1936년 4월 16일)는 프랑스의 비평가이다.
브르고뉴의 투르뉴 출신. 상징주의와 베르그송 철학의 영향하에 비평에 있어서 독단을 배제하고 직관으로 대상과 합체하여 ‘마음의 감동을 수반하는’ 새로운 비평형식을 창시하였다. 제1차 및 제2차 세계대전 사이의 가장 우수한 비평가라 일컬어진다. 주요한 저서는 <말라르메의 시>(1912), <플로베르론(論)>(1922) 및 사후 출판된 <근대 프랑스 문학사>(1936)이다.